# التكيفات مع البرودة والحرارة لدى البشر
تعد التكيفات مع البرودة والحرارة لدى البشر جزءًا من القدرة الكبيرة على التكيف عند الإنسان العاقل. يمكن أن تكون التكيفات لدى البشر فيزيولوجية أو جينية أو ثقافية وتسمح للناس بالعيش ضمن مجموعة متنوعة من المناخات. أُجريت الكثير من الأبحاث لدراسة التكيف التطوري والتأقلم والممارسات الثقافية، ولكن الأبحاث المتعلقة بالتكيفات الجينية مع درجات الحرارة الباردة والحارة كانت أقل.  
يعمل الجسم البشري دائمًا من أجل البقاء بحالة استتباب. وأحد أشكال هذا الاستتباب التنظيم الحراري. تختلف درجة حرارة الجسم بين الأفراد، لكن درجة الحرارة الداخلية المتوسطة تبلغ 37.0 درجة مئوية (98.6 درجة فهرنهايت). قد يسبب الإجهاد الناتج عن درجات الحرارة الخارجية المرتفعة جدًا أو المنخفضة جدًا توقف الجسم البشري عن العمل. يحدث «انخفاض درجة الحرارة» عند انخفاض درجة حرارة الجسم الأساسية إلى 35 درجة مئوية (95 درجة فهرنهايت). ويمكن أن يحدث «فرط الحرارة» عندما ترتفع درجة حرارة الجسم الأساسية فوق 37.5-38.3 درجة مئوية (99.5-100.9 درجة فهرنهايت). تؤدي درجات الحرارة المفرطة عادةً إلى الوفاة. تكيف البشر مع العيش في المناخات التي يكون انخفاض الحرارة وفرط الحرارة شائعين فيها من خلال الثقافة والتكنولوجيا بالدرجة الأولى، كاستخدام الملابس والمأوى.

## أصل التكيفات مع البرودة والحرارة
خرج الإنسان العاقل من أفريقيا منذ ما يقارب 40,000 عام خلال فترة من المناخ غير المستقر، ما أدى إلى مجموعة متنوعة من الصفات الجديدة بين البشر. تغلب الإنسان العاقل على منافسه النياندرتال عندما انتشر في أوروبا. يفترض الباحثون أن هذا يشير إلى كون البشر الحديثين الأوائل أكثر ملاءمة تطوريًا للعيش في مناخات متنوعة. تدعم هذا الأمر فرضية اصطفاء التغيرية Variability selection التي اقترحها ريتشارد بوتس والتي تنص على أن قدرة البشر على التكيف أتت من التغير البيئي على المدى الطويل.

### القواعد الجغرافية البيئية
تنص قاعدة بيرغمان على أن نويعات الحيوانات داخلية الحرارة التي تعيش في المناخات الأبرد تمتلك أجسادًا أكبر من تلك التي تعيش في المناخات الأكثر دفئًا. ويكون الأفراد ذوو الأجسام الأكبر أكثر ملاءمة للمناخات الباردة لأن الأجسام الكبيرة تصدر حرارة أكثر كونها تمتلك خلايا أكثر، بالإضافة إلى كون نسبة مساحة سطح الجسم إلى الحجم أصغر مقارنة مع الأفراد الأصغر، ما يقلل من فقدان الحرارة. وجدت دراسة أجراها فريدريك فوستر ومارك كولارد أنه بالإمكان تطبيق قاعدة بيرغمان على البشر عندما يختلف خط العرض ودرجة الحرارة بشكل كبير بين المجموعات.
قاعدة ألين قاعدة بيولوجية تنص على أن أطراف الكائنات داخلية الحرارة تكون أقصر في المناخات الباردة وأطول في المناخات الحارة. يؤثر طول الطرف على مساحة سطح الجسم ما يساعد في التنظيم الحراري. تساعد الأطراف الأقصر على الحفاظ على الحرارة بينما تساعد الأطراف الأطول على تبديد الحرارة. يجادل مارشال تي نيومان بأنه يمكن ملاحظة ذلك عند شعوب الإسكيمو إذ تكون أطرافهم أقصر من غيرهم من البشر وتتوضع جانبيًا.

## التكيفات الفيزيولوجية
يمكن تفسير أصول التكيفات مع الحرارة والبرودة من خلال التكيف المناخي. تؤثر درجة حرارة الهواء المحيط على مقدار الطاقة الذي يجب على جسم الإنسان استهلاكها لتحقيق التنظيم الحراري. درجة الحرارة التي تتطلب المقدار الأقل من الطاقة هي 21 درجة مئوية (69.8 درجة فهرنهايت). يتحكم الجسم بدرجة حرارته من خلال الوطاء (تحت المهاد). ترسل المستقبلات الحرارية في الجلد إشارات إلى الوطاء، تشير إلى الوقت الذي يجب أن يحدث فيه توسع الأوعية أو تضيقها.

### البرودة
يمتلك جسم الإنسان طريقتين لتوليد الحرارة، يمكنهما إنتاج الحرارة لرفع درجة حرارة الجسم الأساسية. الطريقة الأولى هي الارتعاد، الذي يحصل عند الإنسان العاري عندما تكون درجة حرارة الهواء المحيط تحت 25 درجة مئوية (77 درجة فهرنهايت). قدرة هذه الآلية محدودة بمقدار الغليكوجين المتوفر في الجسم. الطريقة الثانية غير معتمدة على الارتعاد، وتحدث في النسيج الدهني البني.
أظهرت الدراسات السكانية أن توليد الحرارة من الارتعاد في البرد منخفض لدى قبيلة سان في جنوب إفريقيا وعند السنداويين في شرق إفريقيا، وتوسع الأوعية في أصابع اليدين والقدمين الناجم عن البرد أسوأ عندهم مقارنة بالقوقازيين.

### الحرارة
الآلية الوحيدة التي يمتلكها جسم الإنسان لتبريد نفسه هي تبخر العرق. يحصل التعرق عندما تكون درجة حرارة الهواء المحيط فوق 35 درجة مئوية (95 درجة فهرنهايت) ويفشل الجسم بالعودة إلى درجة الحرارة الداخلية الطبيعية. يساعد تبخر العرق على تبريد الدم تحت الجلد. وهو محدود بكمية الماء المتوفرة في الجسم، ما قد يسبب الجفاف.
تكيف البشر مع الحرارة في مرحلة مبكرة. في إفريقيا، اصطفى المناخ صفات ساعدتنا على البقاء باردين. إضافة إلى ذلك، كانت للبشر آليات فيزيولوجية خفضت معدل الأيض وعدلت حساسية الغدد العرقية لتوفير كميات كافية من العرق أجل التبريد دون إصابة الفرد بالجفاف.
هناك نوعان من الحرارة التي تكيف الجسم معها، الحرارة الرطبة والحرارة الجافة، لكن الجسم تكيف معهما بنفس الطريقة. تتميز الحرارة الرطبة بدرجات حرارة أكثر دفئًا مع كميات كبيرة من بخار الماء في الهواء. تكون الحرارة الرطبة خطرة لأن الرطوبة في الهواء تمنع تبخر العرق. تتميز الحرارة الجافة بدرجات حرارة أكثر دفئًا مع وجود القليل من بخار الماء في الهواء أو انعدامه، مثل الظروف الصحراوية. الحرارة الجافة شديدة الخطورة أيضًا لأن العرق يميل إلى التبخر بسرعة كبيرة جدًا ما يسبب الجفاف. تلائم كل من الحرارة الرطبة والحرارة الجافة الأفراد ذوي الدهون الأقل ودرجات حرارة الجسم المنخفضة قليلًا.

### التأقلم
عندما يتعرض البشر لمناخات معينة ولفترات طويلة من الزمن، تحصل تغيرات فيزيولوجية لمساعدة الفرد على التكيف مع المناخات الحارة أو الباردة. ويساعد ذلك الجسم للحفاظ على الطاقة.

#### البرودة
تتدفق كميات أكبر من الدم لدى الإنويت إلى أطرافهم، وحرارتهم أعلى، من الناس الذين يعيشون في المناخات الأكثر دفئًا. أظهرت دراسة أجريت في 1960 على الهنود الألاكالوف أن معدل الأيض الأساسي لديهم أعلى بنسبة 150 حتى 200 بالمئة مقارنةً بمجموعة المراقبة من العرق الأبيض. لا يزداد معدل الأيض لدى شعب سامي عند النوم، على عكس الأشخاص غير المتكيفين. يمر الأستراليون الأصليون بعملية مشابهة، ويبرد الجسم دون أن يزداد معدل الأيض.

#### الحرارة
يعيش البشر في وسط إفريقيا في مناخات استوائية مماثلة منذ ما لا يقل عن 40,000 عام، ما يعني أن لديهم أنظمة تنظيم حرارية مشابهة.
أظهرت دراسة أُجريت على البانتو في جنوب أفريقيا أن لديهم معدل تعرق أقل من البيض المتكيفين وغير المتكيفين. أسفرت دراسة مماثلة أُجريت على الأستراليين الأصليين عن نتائج مشابهة وكان معدل التعرق لدى السكان الأصليين أقل بكثير من البيض.

## الثقافة
مكنت التكيفات الاجتماعية البشر الحديثين الأوائل من السكن في بيئات ذات درجات حرارة مختلفة بشكل جذري عن درجات حرارة إفريقيا. (بوتس 1998). ومكنت الثقافة البشر من توسيع مجالهم إلى مناطق كانت لولا ذلك غير صالحة للسكن.

### البرودة
تمكن البشر من السكن في مناطق باردة جدًا من خلال الملابس والأبنية واستخدام النار. زادت الأفران من إمكانية السكن في البيئات الباردة.
تاريخيًا، كان الكثير من الأستراليين الأصليين لا يرتدون سوى أغطية للأعضاء التناسلية. أظهرت الدراسات أن الدفء الناتج عن النيران التي كانوا يشعلونها كان كافيًا لمنع الجسم من مقاومة فقدان الحرارة من خلال الارتعاد. يستخدم الإسكيمو منازل معزولة بشكل جيد ومصممة لنقل الحرارة من مصدر طاقة إلى منطقة المعيشة، ما يعني أن متوسط درجة الحرارة داخل المنازل عند الإسكيمو الساحليين هي 10 إلى 20 درجة مئوية (50 إلى 68 درجة فهرنهايت).

### الحرارة
يقطن البشر في المناخات الحارة الجافة والرطبة على حد سواء، وفعلوا ذلك منذ آلاف السنين. يسمح الاستعمال الانتقائي للملابس والاختراعات التكنولوجية مثل تكييف الهواء للبشر بالازدهار في المناخات الحارة. من الأمثلة على ذلك البدو العرب الذين يعيشون في الصحراء الكبرى، ويرتدون ملابس تحبس الهواء بين الجلد واللباس ما يمنع درجة حرارة الهواء المحيط المرتفعة من الوصول إلى الجلد.

## التكيفات الجينية
لم يُجر سوى القليل جدًا من الأبحاث بخصوص العوامل الوراثية وراء التكيفات مع الإجهاد الناتج عن الحرارة والبرودة. تقترح البيانات عدم اصطفاء أجزاء معينة من الجينوم البشري إلا مؤخرًا. نجحت الأبحاث التي درست التفاعل الثقافي-الجيني بربط الزراعة وتحمل اللاكتوز. مع ذلك، لم تُثبت غالبية الأدلة وجود ارتباطات بين الثقافة والاصطفاء. هذا السؤال الأخير موضوع محوري في علم التخلق السلوكي.